# Chauny
Chauny – miejscowość i gmina we Francji, w regionie Hauts-de-France, w departamencie Aisne.
Według danych na styczeń 2014 roku gminę zamieszkiwało 12 198 osób, a gęstość zaludnienia wynosiła 918,5 osób/km².

## Współpraca
Miejscowość partnerska:
- Andenne, Belgia